# Родинський сільський округ (Аркалицька міська адміністрація)
Ро́динський сільський округ (каз. Родина ауылдық округі, рос. Родинский сельский округ) — адміністративна одиниця у складі Аркалицької міської адміністрації Костанайської області Казахстану. Адміністративний центр — село Родина.
Населення — 2623 особи (2021; 2813 у 2009, 4160 у 1999, 6340 у 1989).

## Історія
Станом на 1989 рік існували Айдарська сільська рада (село Айдар), Мирненська сільська рада (село Мирне) та Родинська сільська рада (село Родина) у складі Аркалицького району. Станом на 1999 рік Мирненська сільська адміністрація перебувала у складі Амангельдинського району, Айдарська сільська адміністрація та Родинська сільська адміністрація — у складі Аркалицької міської адміністрації. Пізніше Айдарська сільська адміністрація була ліквідована, село Айдар передане до складу Родинської сільської адміністрації, остання перетворена в сільський округ. Станом на 2009 рік Мирненський сільський округ (село Мирне) та Родинський сільський округ (села Айдар, Родина) перебували у складі Аркалицької міської адміністрації.
2014 року було ліквідовано село Айдар, Родинський сільський округ перетворено в сільську адміністрацію. 2019 року сільський округ був відновлений шляхом об'єднання Мирненської сільської адміністрації та Родинської сільської адміністрації.

## Склад
До складу округу входять такі населені пункти:
| Населений пункт | Старі назви | Населення, осіб (1989) | Населення, осіб (1999) | Населення, осіб (2009) | Населення, осіб (2021) |
| --------------- | ----------- | ---------------------- | ---------------------- | ---------------------- | ---------------------- |
| Мирне, село     | Мирний      | 1012                   | 401                    | 217                    | 88                     |
| Родина, село    | -           | 4654                   | 3224                   | 2529                   | 2535                   |
| --Айдар, село   | -           | 674                    | 535                    | 67                     | -                      |